# Cantone di Varennes-sur-Allier
Il Cantone di Varennes-sur-Allier era una divisione amministrativa dell'arrondissement di Vichy.
A seguito della riforma approvata con decreto del 27 febbraio 2014, che ha avuto attuazione dopo le elezioni dipartimentali del 2015, è stato soppresso.

## Composizione
Comprendeva 15 comuni:
- Billy
- Boucé
- Créchy
- Langy
- Magnet
- Montaigu-le-Blin
- Montoldre
- Rongères
- Saint-Félix
- Saint-Gérand-le-Puy
- Saint-Germain-des-Fossés
- Saint-Loup
- Sanssat
- Seuillet
- Varennes-sur-Allier